# Schizaspidia convergens
Schizaspidia convergens är en stekelart som först beskrevs av Walker 1860.  Schizaspidia convergens ingår i släktet Schizaspidia och familjen Eucharitidae. Inga underarter finns listade i Catalogue of Life.